# Hartmut Losch
Hartmut Losch (Angermünde, 11 settembre 1943 – Neu Fahrland, 26 marzo 1997) è stato un discobolo tedesco.
Ha vinto un titolo europeo nel 1969 ad Atene.

## Palmarès
| Anno | Manifestazione | Sede              | Evento           | Risultato | Misura  | Note                  |
| ---- | -------------- | ----------------- | ---------------- | --------- | ------- | --------------------- |
| 1964 | Olimpiadi      | Tokyo             | Lancio del disco | 11º       | 52,08 m |                       |
| 1966 | Europei        | Budapest          | Lancio del disco | Argento   | 57,34 m |                       |
| 1968 | Olimpiadi      | Città del Messico | Lancio del disco | 4º        | 62,12 m |                       |
| 1969 | Europei        | Atene             | Lancio del disco | Oro       | 61,82 m | Record dei campionati |
| 1971 | Europei        | Helsinki          | Lancio del disco | 5º        | 60,86 m |                       |
| 1972 | Olimpiadi      | Monaco di Baviera | Lancio del disco | 22º       | 56,54 m |                       |